# Feichten an der Alz
Feichten an der Alz är en kommun och ort i Landkreis Altötting i Regierungsbezirk Oberbayern i förbundslandet Bayern i Tyskland.
Kommunen ingår i kommunalförbundet Kirchweidach tillsammans med kommunerna Halsbach, Kirchweidach och Tyrlaching.